# Charlton Heston
Charlton Heston   (Evanston, 4 d'octubre de 1923 - Beverly Hills, 5 d'abril de 2008) fou un actor i director estatunidenc de teatre i cinema. Heston va saltar a la fama gràcies a les interpretacions de personatges bíblics com ara Moisès a Els Deu Manaments (1956) i Judah a Ben Hur (1959), un film amb què va aconseguir l'Oscar al millor actor. Amb una extensíssima carrera cinematogràfica, també va ser al capdavant de l'Screen Actors Guild i l'American Film Institute durant alguns anys.

## Biografia
Estudià art dramàtic a la Northwestern University, d'on es graduà el 1943, i tot seguit ja debutà a la ràdio, a Chicago. Destinat a les illes Aleutianes, cap a la fi de la Segona Guerra Mundial, tornà als Estats Units el 1946, i fou director i actor en una companyia de teatre d'Asheville (Carolina del Nord).
El 1948 debutà a Broadway (Nova York), amb Anthony and Cleopatra, de William Shakespeare, i gràcies al ressò de les seves interpretacions en la companyia de Katharine Cornell, el 1950 protagonitzà la seva primera pel·lícula, Dark City.
Alt i atlètic, amb bon domini de la dicció i convincent en els papers dramàtics, aviat esdevingué un dels galants més famosos del cinema, destacant, primer, en personatges bíblics i heroics i més endavant en figures una mica més complexos.
Heston fou molt conegut també per haver estat entre 1998 i 2003 el president de la National Rifle Association (Associació Estatunidenca d'Armes de Foc), des de la qual va defensar fermament el dret a la lliure possessió d'armes de foc als Estats Units. El director de cinema Michael Moore el va fer participar involuntàriament al seu documental Bowling for Columbine, el qual criticava la lliure possessió d'armes. Heston fou també un ferm defensor de la lluita per la igualtat de drets civils entre blancs i negres, als Estats Units, durant la dècada del 1960.
L'agost de 2002, el mateix actor anuncia que té símptomes d'Alzheimer. El 5 d'abril de 2008 mor a l'edat de 84 anys.

## Filmografia
La seva abundant filmografia consta de les següents pel·lícules:
| - Peer Gynt (1941) - Julius Caesar (1950) - L'espectacle més gran del món (The Greatest Show on Earth) (1952) - Ruby Gentry (1952) - El salvatge (The Savage) (1952) - El triomf de Buffalo Bill (Pony Express) (1953) - Foguera d'odis (Arrowhead) (1953) - The Naked Jungle (1954) - Horitzons blaus (The Far Horizons) (1955) - Els Deu Manaments (The Ten Commandments) (1956) - La llei dels forts (Three Violent People) (1956) - Touch of Evil (1958) - El bucaner (The Buccaneer) (1958) - Grans horitzons (The Big Country) (1958) - Ben Hur (Ben-Hur) (premi Oscar a la millor interpretació de protagonista masculí de l'any 1959) - Misteri en el vaixell perdut (The Wreck of the Mary Deare) (1960) - El Cid (1961) - The Pigeon That Took Rome (1962) - 55 dies a Pequín (55 Days at Peking) (1963) - The Greatest Story Ever Told (1965) - Major Dundee (1965). - El turment i l'èxtasi (The Agony and the Ecstasy) (1965) - Khartoum (1966) - El planeta dels simis (Planet of the Apes) (1968) - Julius Caesar (1970) - El senyor de les illes (The Hawaiians) (1970) - L'home omega (The Omega Man) (1971) - Alarma: vol 502 segrestat (Skyjacked) (1972) | - Antoni i Cleòpatra (Antony and Cleopatra)) (1972) - Soylent green (1973) - Els tres mosqueters (The Three Musketeers) (1973) - Airport 1975 (1974) - Terratrèmol (Earthquake) (1974) - Els quatre mosqueters (The Four Musketeers: Milady's Revenge) (1974) - Midway (1976) - Els últims homes durs (The Last Hard Men) (1976) - Two-Minute Warning (1976) - El príncep i el captaire (Crossed Swords) (1977) - The Awakening (1980) - La vall de la fúria (The Mountain Men) (1980) - Mother Lode (1982) - A Man for All Seasons (per a la TV, 1988) - Call from Space (1989) - Catàstrofe solar (Solar Crisis) (1990) - L'illa del tresor (Treasure Island) (1990) - Tombstone (1993) - True Lies (1994) - Al cor de la por (In the Mouth of Madness) (1995) - Hamlet (1996) - Alaska, terra d'aventures (Alaska) (1996) - Armageddon (1998) - Gideon (1998) - Any Given Sunday (1999) - Com gats i gossos (Cats & Dogs) (2001) - The Order (2001) - Planet of the Apes (remake de Tim Burton, on fa un paper secundari 2001) |

Ja retirat, i per la seva posició com a President de l'Associació Nacional del Rifle aparegué en el documental satíric Bowling for Columbine (2003).

## Premis i nominacions

### Premis
- 1960: Oscar al millor actor per Ben-Hur
- 1967: Premi Cecil B. DeMille
- 1978: Jean Hersholt Humanitarian Award

### Nominacions
- 1952: Primetime Emmy al millor actor
- 1953: Primetime Emmy al millor actor
- 1957: Globus d'Or al millor actor dramàtic per Els Deu Manaments
- 1960: Globus d'Or al millor actor dramàtic per Ben-Hur
- 1963: Globus d'Or al millor actor musical o còmic per The Pigeon That Took Rome
- 1996: Primetime Emmy al millor especial informatiu per Andersonville Diaries